# 同骨海绵目
同骨海绵目（学名：Homosclerophorida）是同骨海绵纲下的一个目。

## 下属分类
本目包括以下科：
- Oscarellidae
- 多板海绵科 Plakinidae